# 영조대왕태실석난간조배의궤
영조대왕태실석난간조배의궤(英祖大王胎室石欄干造排儀軌)는 충청북도 청주시 상당구 낭성면 무성리에 있는 조선 영조의 태실(胎室)을 가봉(加封)하는데 따른 경위와 과정 또는 의식절차 등 모든 관련사실을 적은 필사본이다. 청주고인쇄박물관에 있다.
1990년 12월 14일 충청북도의 유형문화재 제170호로 지정되었다가, 2016년 5월 3일 대한민국의 보물 제1901-11호 '조선왕조의궤 (朝鮮王朝儀軌)'로 승격되었다.

## 개요
영조대왕태실석난간조배의궤는 충청북도 청주시 상당구 낭성면 무성리에 있는 조선 영조의 태실(胎室)을 가봉(加封)하는데 따른 경위와 과정 또는 의식절차 등 모든 관련사실을 적은 필사본이다.
조선시대 왕실에서는 아기가 태어나면 그의 무병장수를 위해 태(胎)를 석실(石室)에 안태(安胎)했고, 왕으로 등극하면 태실에 위용을 갖추기 위해 일정한 의식과 절차에 따라 태실을 만들고 주위에 상석(裳石)을 깔고 호석난간(護石欄干)을 둘러 조성했다.
영조의 태는 숙종 20년(1694) 9월 26일에 관상감(觀象監)에서 올린 글에 따라 1등태봉(一等胎峰)인 무성리 태봉산 묘좌유향(卯坐酉向)으로 선정돼 다음해 9월 28일 진시(辰時)에 태를 안장했다.
이후 즉위 직후 석조물로 고쳐 다시 조성해야 했지만 영조 태실은 청주 일원에서 일어난 이인좌(李麟佐)의 난과 거듭된 가뭄으로 늦춰지다가 영조 5년(1729) 태봉(胎封)을 석조물로 다시 치장했다.
이 의궤에는 이밖에도 일자별로 자세한 조성경위를 적고 있고 관계한 사람과 지방별로 동원된 역군(役軍) 장인(匠人) 승군(僧軍)의 인원수와 수요물자의 내역 또는 태실의 각종 석조물과 태실비의 형태 및 크기 등 세부내용까지를 상세하게 기록해 우리나라 태실 연구에 귀중한 자료가 되고 있다.

## 같이 보기
- 청주 영조 태실 (충청북도 기념물 제69호)

## 참고 자료
- 조선왕조의궤 - 국가유산청 국가유산포털